# Sandarne kyrka
Sandarne kyrka är en kyrkobyggnad i Sandarne, knappt en mil söder om centrala Söderhamn. Den är församlingskyrka i Söderhamn-Sandarne församling i Uppsala stift.

## Kyrkobyggnaden
Kyrkan uppfördes 1858 - 1859 efter ritningar av major Adolf Wilhelm Edelsvärd. Kyrkbygget bekostades av grosshandlare James Dickson & Co i Göteborg, Sandarnes dåvarande ägare. Grundstenen lades 24 juli 1858 av dåvarande kronprins Carl. Söndagen 13 januari 1867 ägde kyrkans invigning rum genom prosten J. A. Dahlström i Söderala assisterad av kyrkoherdarna Östberg och Enlund samt skollärare Moberg och sång av Askesta bruksarbetare sångförening. Träkyrkan består av rektangulärt långhus med tresidig östvägg; över västgaveln rider ett torn. Den befintliga sakristian på långhusets nordsida tillfogades 1922. Ingången ligger i väster. Sandarne kyrka är tämligen oförändrad från byggnadstiden och utgör ett värdefullt och tidigt exempel på nygotiken, som Edelsvärd var bland de första att introducera. Kyrkans väggar är brädfodrade, såväl ut- som invändigt och målade i ljusa färger, med mörkare fönsteromfattningar och lisener. Kyrkorummet har blottad takstolskonstruktion, med elaborerade snickerier. I altarväggens högsmala, spetsvinklade fönsteröppningar sitter glasmålningar från 1800-talets slut. Den fasta inredningen är till stor del samtida med byggnaden och harmonierar med kyrkorummets stilkaraktär.

## Inventarier
- Dopfunten av granit köptes in 1931.
- En kyrkklocka blev gjuten 1865 av F. M. Bergholtz i Stockholm. Den betalades av James Dickson & Co, Göteborg.[2]

### Orgel
- 1859 (eller 1866) byggde Frans Andersson, Stockholm en orgel med 6 1⁄2 stämmor, en manual och bihängd pedal. Den var prisbelönt med bronsmedalj på Stockholms Industriutställning 1866 och inköptes därifrån av James Dickson & Co i Göteborg. Samma år sattes den upp i den nya kyrkan av Frans Andersson. Orgeln skrev även historia då den användes för en förmånskonsert för en bronsavgjutning av Molins Fontän som var Industriutställningens skådepjäs.[3] Hösten 1881 blev orgeln genomgången och grundligt reparerad i dens mekaniska delar samt intonerad och stämd av E. A. Setterquist & Son, Örebro.[4]
- Den nuvarande orgeln byggdes 1953 av Olof Hammarberg, Göteborg och är en mekanisk orgel med slejflådor. Tonomfånget är på 56/30 och orgeln har två fasta kombinationer. Fasaden är från 1859 års orgel.

| Huvudverk I      | Svällverk II      | Pedal        | Koppel |
| Principal 8'     | Salicional 8'     | Subbas 16'   | I/P    |
| Gemshorn 8'      | Rörflöjt 8'       | Principal 4' | II/P   |
| Oktava 4'        | Principal 4'      |              | II/I   |
| Gedaktflöjt 4'   | Gemshorn 4'       |              |        |
| Oktava 2'        | Waldflöjt 2'      |              |        |
| Mixtur IV 1 1⁄3' | Larigot 1 1⁄3'    |              |        |
|                  | Crescendosvällare |              |        |

### Webbkällor
- anläggningspresentation
- Gefle Dagblad